# فنلاند در المپیک تابستانی ۱۹۹۲
فنلاند در بازی‌های المپیک تابستانی ۱۹۹۲ که در شهر بارسلون اسپانیا برگزار شد، کاروان فنلاند با ۸۸ ورزشکار در این رقابت‌ها شرکت کرد و موفق به کسب ۵ مدال (۱ طلا، ۲ نقره، ۲ برنز) شد. در جدول رتبه‌بندی توزیع مدال‌ها، فنلاند در ردهٔ ۲۹ مسابقات قرار گرفت.